# Kensington (Londres)
Kensington é um distrito no borough de Kensington e Chelsea, na Região de Londres, na Inglaterra.

## Principais pontos de interesse
Notáveis atrações e instituições presentes em Kensington (ou South Kensington) incluem: Palácio de Kensington, Kensington Gardens, Royal Albert Hall, a casa de Henry Cavill, Albert Memorial, Museu de História Natural de Londres, Museu da Ciência de Londres, o Victoria and Albert Museum, o Royal College of Art e o Imperial College London. 